# ديفيد غريمالدي (رجل أعمال)
ديفيد غريمالدي (بالإنجليزية: David Grimaldi)‏ هو شخصية أعمال أمريكي، ولد في 26 مارس 1978 في كوينز في الولايات المتحدة.